# Countess Bathory
Countess Bathory ist ein Lied der englischen Band Venom. Es wurde 1982 auf ihrem zweiten Album Black Metal veröffentlicht.

## Entstehung
Countess Bathory wurde in den Impulse-Studios aufgenommen; für die Aufnahme des Albums brauchte die Band drei Tage, die Zeit, die sie von Neat Records zugestanden bekam. An der Produktion waren neben Keith Nichol alle Mitglieder der Band beteiligt. Nach Angaben der Band entstand das Lied bei einer Studiosession, zu der der Schlagzeuger Abaddon stark verspätet erschien. Mantas und Cronos probierten einige neue Riffs und begannen, dazu den Text über die ungarische „Blutgräfin“ Elisabeth Báthory zu schreiben. Das Schlagzeug wurde spontan von Ged Cook, einer von Venoms Roadies und Bruder ihres Managers, eingespielt. Als Abaddon später erschien, versuchte er, eine eigene Schlagzeugspur zu entwickeln, die jedoch nicht die Zustimmung der Bandkollegen fand. So erhielt Cooks Version den Vorzug. Abaddon soll darüber wütend gewesen sein und das Lied gehasst haben. Bei allen Stücken des Albums Black Metal werden jedoch die drei Bandmitglieder offiziell als Songwriter genannt, auch bei Countess Bathory

## Coverversionen
Gecovert wurde Countess Bathory unter anderem von Unleashed auf Shadows in the Deep aus dem Jahr 1992, von Blitzkrieg mit Cronos als Gastsänger auf Unholy Trinity (1995), von Vital Remains auf Into Cold Darkness (1995), von Isegrim auf ihrer EP A Tribute to Venom (2000), deren Cover an das von Venoms Debütalbum Welcome to Hell angelehnt ist, von Necrodeath auf dem Album Draculea Released aus dem Jahr 2007, von Sigh auf ihrer EP A Tribute to Venom (2008) und von Macabre auf Grim Scary Tales (2011).